# 이주인 히코키치

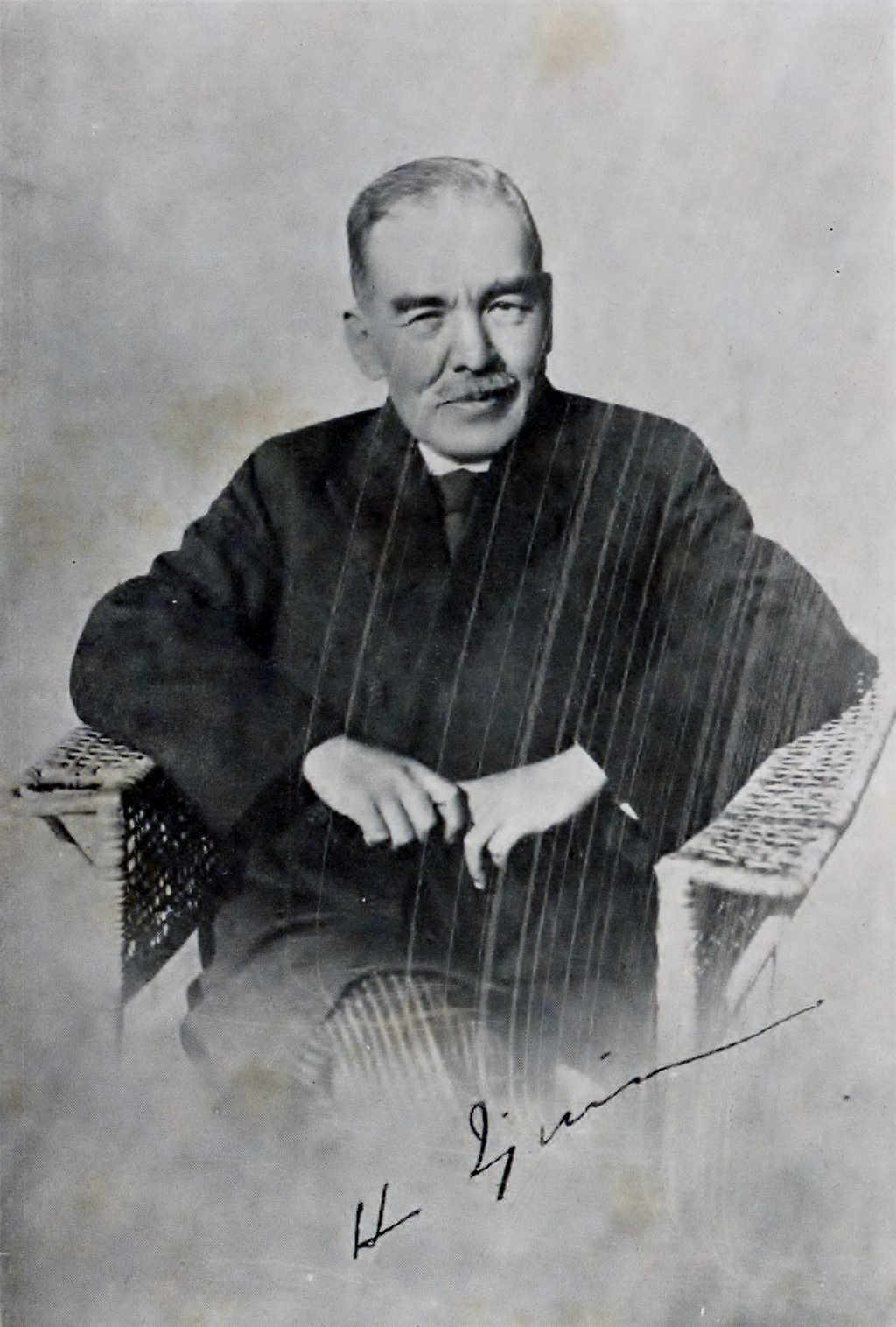
이주인 히코키치

이주인 히코키치(일본어: 伊集院 彦吉, 1864년 7월 22일 ~ 1924년 4월 26일)는 일본의 외교관이자 정치인이다. 1923년부터 1924년까지 제2차 야마모토 내각에서 외무대신을 지냈다.

## 생애
이주인은 1864년, 사쓰마번에서 태어나, 1890년 도쿄 제국대학 법과대학 정치학과를 졸업하고, 같은 해 외무성에 들어갔다. 이때 동기로 후에 외무대신을 지낸 이시이 기쿠지로가 있었다.
1893년, 지부(芝罘, 현재 산둥성 옌타이) 부영사를 지냈고, 그 후 영국에서 공사관 서기관, 한국에서 부산 영사, 인천 영사를 지냈다. 1901년 톈진 영사(후에 총영사), 1904년 우장(牛荘) 영사를 겸임하였고, 1908년 영국 대사관에서 참사관으로 근무하였다. 1908년 청나라 공사, 1916년 이탈리아 특명 전권대사, 1919년 파리 강화 회의 전권 위원을 지내고, 1920년 남작(男爵) 작위를 받았다.
1921년 일본 외무성 정보부 부장, 1922년 관동장관(関東長官) 을 지내고, 1923년 9월 제2차 야마모토 내각에서 외무대신이 되었다. 1924년 훈일등 욱일동화대수장(勲一等旭日桐花大綬章) 을 받았고, 같은 해 사망하였다. 그의 아내는 메이지 유신의 주역 오쿠보 도시미치의 첫째 딸이었다.

## 같이 보기
- 간도 협약